# 최용선
최용선(具滋曄)은 대한민국의 기업인으로 명지대학교 경영학과를 졸업하고 한신공영그룹 대표이사 회장이다.

## 경력
- 2002.11 ~한신공영 회장
- 2001.08 ~ 2002.10 코암시앤시개발 대표이사
- 1994.06 ~ 2002.10 시민일보사 대표이사
- 1986.03 ~ 2002.10 협승토건 대표이사
- 1976.05 ~ 1986.02 우성건설 이사